# La lanterna del diavolo
La lanterna del diavolo è un film del 1931 diretto da Carlo Campogalliani.

## Trama
Il film narra la storia di un amore contrastato tra il capo di una banda di contrabbandieri (interpretato da Guido Celano) e una ragazza che invece ama un altro. Il contrabbandiere, geloso, decide di denunciare l'uomo amato dalla ragazza come autore di un omicidio accaduto qualche settimana prima. L'uomo viene arrestato ma, dopo molte peripezie, grazie anche all'aiuto del figlio, riesce a dimostrare la propria innocenza e a tornare a casa, libero.

## Produzione
Il film venne realizzato negli stabilimenti Cines a Roma per gli interni, mentre gli esterni furono girati interamente in Abruzzo.

## Distribuzione
Il film venne distribuito nelle sale cinematografiche italiane nell'ottobre del 1931.